# فرودگاه لیک ونچی استیت
فرودگاه لیک ونچی استیت  (به انگلیسی: Lake Wenatchee State Airport) یک فرودگاه همگانی بهره‌برداری هوایی است که یک باند فرود چمن دارد و طول باند آن ۷۵۴ متر است. این فرودگاه در شهر لیون‌ورث، واشینگتن کشور ایالات متحده آمریکا قرار دارد و در ارتفاع ۵۹۱ متری از سطح دریا واقع شده است.